# Grupo libre

Grafo de Cayley del grupo libre de dos generadores, a y b.

En teoría de grupos, un grupo G se dice libre si hay un subconjunto S de G, tal que todo elemento de G puede escribirse en una forma única como producto de finitos elementos de S y sus inversos (descontando variaciones triviales como st-1 = su-1ut-1).
Un concepto relacionado, aunque distinto, es el de grupo abeliano libre.

## Historia
En 1882, Walther Von Dyck estudió el concepto de grupo libre sin darle nombre, en su artículo Gruppentheoretische Studien, publicado en los Mathematische Annalen. El término grupo libre fue introducido por Jakob Nielsen en 1924.

## Ejemplos
El grupo (Z,+) de enteros bajo la adición es libre; se puede tomar S = {1}. La paradoja de Banach-Tarski usa un grupo libre sobre un conjunto de dos elementos.

Grafo de Cayley para el grupo libre de rango 3.

En topología algebraica, el grupo libre sobre un conjunto de k elementos es el grupo fundamental de k círculos con un punto en común.

## Construcción
El grupo libre sobre S se denota por F(S), y se puede construir como sigue:

Para cada s ∈ S, se toma un nuevo símbolo s-1 (llamado inverso de s), y se supone que no está en S. Se construye entonces el conjunto de todas las cadenas finitas formados por símbolos de S y sus inversos. Se define la reducción de una cadena como el reemplazo sucesivo de dos símbolos adyacentes ss-1 o s-1s por la cadena vacía, hasta que ya no sea posible hacer este reemplazo; y dos cadenas se consideran equivalentes, si el resultado es el mismo al reducir ambas de esta manera. Esto define una relación de equivalencia en el conjunto de las cadenas; el correspondiente conjunto cociente es F(S). Puesto que la relación de equivalencia es compatible con la concatenación, F(S) es un grupo con dicha operación.
Si S es el conjunto vacío, F(S) es entonces el grupo trivial que contiene sólo la cadena vacía como su elemento neutro.

## Propiedad universal
Una definición diferente del grupo libre en un conjunto S es la siguiente:
Considérese un par (F, i) donde F es un grupo e i: S → F es una función. Se dice que F es un grupo libre sobre S respecto de i si para todo grupo y toda función f: S → G existe un único homomorfismo {\displaystyle \varphi }: F → G tal que
{\displaystyle \varphi (i(s))=f(s){\mbox{, para todo }}s\in S.}
Se deduce inmediatamente de esta definición que si (F1, i1) y (F2, i2) son dos grupos libres sobre S, existe un único isomorfismo φ: F1 → F2 tal que
{\displaystyle \varphi (i_{1}(s))=i_{2}(s){\mbox{, para todo }}s\in S}
Por lo tanto, los grupos libres en un conjunto S quedan completamente caracterizados, módulo isomorfismo, por la condición requerida en la definición. Esta propiedad se llama propiedad universal de los grupos libres.
En este formalismo, dado un conjunto S, la existencia de un grupo libre en S queda demostrada por la construcción en la sección anterior. Se puede entonces tomar F = F(S), las clases de equivalencia de cadenas, e i la proyección natural de S en F(S).
El conjunto S, identificado con su imagen i(S), se dice la base de F(S). Más generalmente, un subconjunto S de un grupo libre F es una base de F si F es grupo libre en S con respecto a la función identidad. En general la base de un grupo libre no es única.

## Generalizaciones

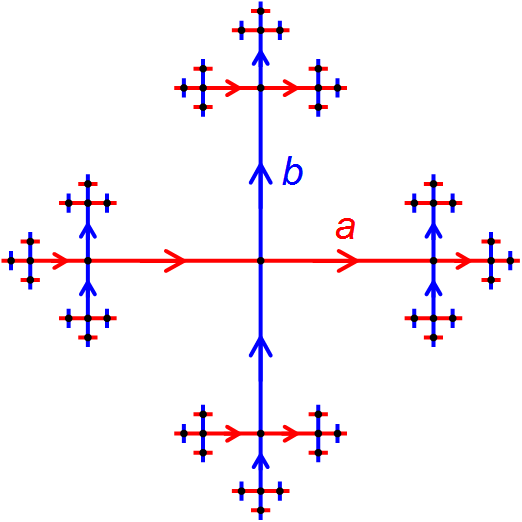
El gráfico de Cayley para el grupo libre en dos generadores.

Una forma de construir nuevos grupos a partir de algunos dados son los métodos de los productos libres, productos libres amalgamados y HNN-extensiones
que son manera más generales de las ideas de la construcción de los grupos libres. Todos estos métodos son utilizados en la teoría geométrica de los grupos de donde pueden estudiar propiedades teórico-grupales usando métodos topológicos.
- Datos: Q431078
- Multimedia: Free groups / Q431078